# Microthylax
Microthylax es un género de coleópteros adéfagos de la familia Carabidae.

## Especies
Contiene las siguientes especies:
- Microthylax olivaceus (Chaudoir, 1854)
- Microthylax schaefferi (W. Horn, 1903)
- Microthylax sinaloae (Bates, 1890)